# تپه علی گولی
تپه علی گولی مربوط به عصر برنز II - هزاره اول (پیش از میلاد) است و در شهرستان تکاب، بخش مرکزی، دهستان انصار، روستای دورباش واقع شده است. این اثر در تاریخ ۳۰ دی ۱۳۸۵ با شمارهٔ ثبت ۱۶۸۱۵ به عنوان یکی از آثار ملی ایران به ثبت رسیده است.